# Dauna. Lo que lleva el río
Dauna. Lo que lleva el río é um filme de drama venezuelano de 2015 dirigido e escrito por Mario Crespo. Foi selecionado como representante da Venezuela à edição do Oscar 2016, organizada pela Academia de Artes e Ciências Cinematográficas.

## Elenco
- Eddie Gómez - Tarsicio
- Yordana Medrano - Dauna
- Diego Armando Salazar - Padre Julio